# Iglesia de la Inmaculada Concepción (Bangkok)
La Iglesia de la Inmaculada Concepción es la iglesia católica más antigua en Tailandia. Su nombre proviene de la creencia cristiana de que la Virgen María fue concebida gracias a la voluntad de Dios sin pecado Dogma de la Inmaculada Concepción. La historia de la Iglesia y de la construcción es un ejemplo de la tolerancia religiosa del pueblo tailandés.
Los misioneros portugueses llegaron por primera vez en Tailandia en 1567. Bangkok, en ese momento, era todavía un puerto de tránsito a lo largo del río Chao Phraya, en el camino a Ayuthaya. En 1674, durante la era de Ayutthaya, el rey Narai el Grande concedió tierras en Bangkok para la comunidad portuguesa con el fin de construir la Iglesia de la Inmaculada Concepción. Los franceses habían intentado bajo varias expediciones a Tailandia convertir al catolicismo al rey Narai, a pesar de su negativa, le permitió a los misioneros franceses y portugueses continuar su labor en la difusión de su fe.